# Pleogyne
Pleogyne es un género con tres especies de plantas de flores perteneciente a la familia Menispermaceae. Nativo de Australia.

## Especies seleccionadas
- Pleogyne australis
- Pleogyne cunninghamii
- Pleogyne cunninghami